# Eucereon meridionalis
Eucereon meridionalis là một loài bướm đêm thuộc phân họ Arctiinae, họ Erebidae.